# Por favor regresa, señor
Por favor regresa, señor (en hangul, 돌아와요 아저씨; romanización revisada, Dorawayo ajeossi) es una serie de televisión surcoreana de ciencia ficción emitida en 2016. Está basada en la novela Mr. Tsubakiyama's Seven Days (椿山課長の七日間?) del escritor japonés Jirō Asada, publicada en 2002, sobre un hombre trabajólico que muere accidentalmente y escapa del cielo para volver reencarnado en un cuerpo diferente.
Es protagonizada por Kim In-kwon, Rain, Kim Su-ro, Oh Yeon-seo, Lee Min-jung, Choi Won Young, Lee Ha Nui y Yoon Park. Fue transmitida en su país de origen por Seoul Broadcasting System desde el 24 de febrero hasta el 14 de marzo de 2016, con una extensión de 16 episodios emitidos cada miércoles y jueves a las 22:00 (KST).

## Sinopsis
Kim Young-soo (Kim In-kwon) es un hombre trabajólico a cargo de la sección de mujeres de la tienda por departamento Sunjin. Su obsesión por mantener la sección en perfecto orden lo hacen descuidar hasta su familia y durante una jornada decide quedarse hasta tarde en la tienda mientras la lluvia y el viento destruyen una publicidad en el techo. Young-soo decide subir a la azotea para arreglar el cartel pero cae y muere y en el viaje al cielo decide escapar del más allá, regresando a Seúl en el cuerpo de otro hombre atractivo por una cantidad limitada de tiempo. Su espíritu queda en el cuerpo de Lee Hae Joon (Rain), un hombre perfecto con buena apariencia.
Por otro lado, Han Hong-nan (Oh Yeon Seo) es una atractiva mujer, pero por desgracia su cuerpo está poseído por Han Gi-tak (Kim Su-ro ), un chef un poco malvado que muere en un misterioso accidente automovilístico. Shin Da-hye (Lee Min-jung) es la pareja de Young-soo, pero debido a que su marido muere repentinamente, entra en un triángulo amoroso junto a Hae-joon —el antiguo Young Soo— (Rain) y el empleado de la tienda Ji-hoon (Yoon Park), que fue su exnovio antes de casarse con Young Soo. Pero no todo fue perfecto en su regreso, debido a que las muertes de ellos dos esconden un misterio que las une.
Young-soo y Gi-tak, se comprometieron con Maya (Ra Mi-ran) a cumplir tres reglas cruciales después que decidieron volver a la vida. La primera regla es que no pueden revelar sus verdaderas identidades, la segunda es que la venganza está prohibida y como tercera regla no pueden participar en asuntos humanos. En caso de incumplimiento de estas reglas son advertidos que serán olvidados por todos, de igual forma que si nunca hubiesen nacido. Con el paso del tiempo, tanto Han-na (Lee-re) la hija de Young-soo, como Song Yi-yeon (Lee Ha Nui) la novia del difunto Ki-tak, comienzan a sentir que las personalidades de los desconocidos que llegaron a ocupar los espacios de los ya muertos, se parece a los originales. En especial Yi-yeon, que aún no supera la muerte de Ki-tak.
Comienza la investigación entre Hae-joon y Hong-nan, descubriendo que la muerte de Young-soo fue a causa de un accidente mientras Ki-tak muere a manos de Na Suk-chul (Oh Dae-hwan), pero algo más une las muertes de ellos dos y la pieza que falta es la fotografía de Ki-tak junto a su hermana desaparecida quien resulta ser Da Hye, pero la solución momentánea de saber porque murieron no calma el ambiente, restándole tiempo a los dos en la tierra y Suk-chul se vuelve loco buscando a la hermana de Ki-tak al saber que Hong Nan no es realmente, porque Ki-tak había dicho que dejaría la contraseña de la millonaria cuenta tras la famosa fotografía junto su hermana. Ante eso, Hae-joon y Hong-nan deciden esconder la verdad ante Da-hye quien perdió la memoria cuando pequeña y fue adoptada, aunque ella igual sabe.
Seung-jae (Lee Tae-hwan), encargado de la protección de Yi-yeon a todo momento, decide ir en busca de Hong-nan que está en peligro. En ese momento es apuñalado por Suk-chul que posteriormente Hong-nan le da muerte; sin embargo, ella revela que es Ki-tak, desapareciendo completamente y dejando sola en la fotografía a Da-hye junto a Young-soo que se encontraba en el automóvil detrás de Ki-tak. Posteriormente se acaba el tiempo de Hae-joon, pero Da-hye antes de dejarlo partir al cielo descubre que él es Young-soo mientras se va, quedando ella feliz. Finalmente el Hae-joon real regresa de la isla a la tienda, asombrado de lo que hizo el mismo y conociendo a una joven muy parecida a Hong-nan.

## Reparto

### Personajes principales
- Kim In-kwon como Kim Young-soo.
- Rain como Lee Hae Joon.[5]
- Kim Su-ro  como Han Ki Tak
  - Kwak Dong yeon como Ki Tak (niño).
- Oh Yeon Seo como Han Hong Nan.
- Lee Min Jung como Shin Da Hye.
- Choi Won Young como Cha Jae Gook.
- Lee Ha Nui como Song Yi Yeon.
  - Ji Ha Yoon como Yi Yeon (niña).
- Yoon Park como Jung Ji Hoon.

### Secundario
Familia de Young Soo
- Lee Re como Kim Han-na.
- Park In-hwan como Kim Noh-gap.

Relacionados con Ki Tak
- Oh Dae-hwan como Na Suk Chul.[6]
- Lee Tae Hwan como Choi Seung Jae.
- Kang Ki Young como Je Gal Jil.
- Go In Bum como Jang Ji Goo.

Personas de la tienda departamental
- Park Chul Min como Ma Sang Sik.
- Ahn Suk Hwan como Cha Hwa Jang.
- Oh Na Ra como Wang Bi Seo.

Personas del cielo
- Ra Mi-ran como Maya.
- Lee Moon-sik como Jo Jong-sa, un piloto.

### Otros personajes
- Ryu Hwa Young como Wang Joo Yeon.
- Kim Bo Jung como Bang Young Eun.
- Kim Kang-hoon como Young-chan.
- Yoon Joo Sang.
- Park Kwang Jae.
- Jo Yoon Ho.
- Lee Kyu Sub.
- Seo Wang Suk.
- Bong Man Dae.

### Apariciones especiales
- Lee Jun-hyeok como un cliente en la tienda departamental (ep. 6)

## Banda sonora
| Track listing |                 |         |          |  |
| N.º           | Título          | Artista | Duración |  |
| 1.            | «Again»         | Noel    | 4:57     |  |
| 2.            | «Again» (Inst.) | Noel    | 4:57     |  |

| Track listing |                             |           |          |  |
| N.º           | Título                      | Artista   | Duración |  |
| 1.            | «Feel Alive»                | Topp Dogg | 2:28     |  |
| 2.            | «Feel Alive» (Instrumental) | Topp Dogg | 2:28     |  |

| Track listing |                             |              |          |  |
| N.º           | Título                      | Artista      | Duración |  |
| 1.            | «Moon Light»                | Son Ho Young | 4:25     |  |
| 2.            | «Moon Light» (Instrumental) | Son Ho Young | 4:25     |  |

| Track listing |                                    |         |          |  |
| N.º           | Título                             | Artista | Duración |  |
| 1.            | «Because It's Love»                | Ailee   | 3:08     |  |
| 2.            | «Because It's Love» (Instrumental) | Ailee   | 3:08     |  |

| Track listing |                                |          |          |  |
| N.º           | Título                         | Artista  | Duración |  |
| 1.            | «Close My Eyes»                | Lee Hyun | 3:55     |  |
| 2.            | «Close My Eyes» (Instrumental) | Lee Hyun | 3:55     |  |

| N.º | Título                    | Artista            | Duración |  |
| 1.  | «Sadness of Love»         | Na Yoon Kwon       | 4:25     |  |
| 2.  | «Back Then»               | Hojoon (Topp Dogg) | 3:53     |  |
| 3.  | «Sadness of Love» (Inst.) | Na Yoon Kwon       | 4:25     |  |
| 4.  | «Back Then» (Inst.)       | Hojoon (Topp Dogg) | 3:53     |  |

| Track listing |               |                               |          |  |
| N.º           | Título        | Artista                       | Duración |  |
| 1.            | «X-Out»       | Ryu Ji Hyun                   | 3:46     |  |
| 2.            | «You» (Inst.) | Sang Do & Ho Joon (Topp Dogg) | 3:34     |  |
| 3.            | «X-Out»       | Ryu Ji Hyun                   | 3:46     |  |
| 4.            | «You» (Inst.) | Sang Do & Ho Joon (Topp Dogg) | 3:34     |  |

## Emisión internacional
- Canadá: All TV (2016).
- Estados Unidos: KSCI-TV (2016).[10]
- Hong Kong: Now Entertainment (2016) y Viu TV (2016).
- Indonesia: RTV (2016).
- Japón: BS TBS (2017) y TV Asahi (2018).
- Malasia: Sony One (2016, 2017) y Astro Shuang Xing (2016).[11]
- Taiwán: EBC (2016).
- Vietnam: HTV3 (2016).